# Selenit (jon)
Selenitni anjon je selenski oksoanjon sa hemijskom formulom . Selenit je isto tako i jedinjenje koje sadrži ovaj jon.
U blago kiselim uslovima se formira jon hidrogenselenita, HSeO3−. U kiselijim uslovima se javlja selenasta kiselina, .
Većina selenitnih soli se može formirati zagrevanjem relevantnih metalnih oksida sa selen dioksidom, npr.: